# 개목항
개목항(의항항)은 충청남도 태안군 소원면 의항리에 있는 어항이다. 2004년 4월 28일 어촌정주어항으로 지정하여 관리하고 있다. 관리청은 태안군, 시설관리자는 태안군수이다.

## 어항구역
본 항의 어항구역은 다음과 같다.
- 수역: 본 어장진입로 기점 남측 75m 지점에서 SE방향으로 510m 이동하고 직각인 S방향으로 60m 이동하고 N방향으로 110m 이동하고 직각인 W방향으로 110m 이동하고 NW방향으로 470m 이동하여 해안선과 접속한 지점 선내의 구역(98,000m2)[1]
- 육역: 7,300m2

## 개발계획
2008년 12월 10일 고시된 본 항의 개발계획은 다음과 같다.
- 호안 43m, 물양장 85m, 부지면적 6,520m2

## 주요 어종
- 우럭, 노래미, 농어, 실치, 까나리, 망둥이